# Сурх-Дигорское сельское поселение
Сурх-Дигорское се́льское поселе́ние — муниципальное образование в Ирафском районе Северной Осетии Российской Федерации.
Административный центр — село Сурх-Дигора.

## История
Статус и границы сельского поселения установлены Законом Республики Северная Осетия-Алания от 5 марта 2005 года № 14-рз «Об установлении границ муниципального образования Ирафский район, наделении его статусом муниципального района, образовании в его составе муниципальных образований - сельских поселений и установлении их границ»

## Население
| 2002  | 2010  | 2011  | 2012  | 2013  | 2014  | 2015  |
| ----- | ----- | ----- | ----- | ----- | ----- | ----- |
| 1902  | ↗2016 | ↗2017 | ↘2008 | ↘2006 | ↘1979 | ↘1976 |
| 2016  | 2017  | 2018  | 2019  | 2020  | 2021  | 2023  |
| ↘1962 | ↘1951 | ↘1939 | ↗1941 | ↘1926 | ↘1811 | ↘1799 |
| 2024  | 2025  |       |       |       |       |       |
| ↗1800 | ↘1786 |       |       |       |       |       |

 1890008

## Состав сельского поселения
| № | Населённый пункт | Тип населённого пункта       | Население |
| - | ---------------- | ---------------------------- | --------- |
| 1 | Сурх-Дигора      | село, административный центр | ↘1786     |